# Жетыбайское месторождение известняка
Жетыбайское месторождение известняка-ракушечника расположено на полуострове Мангыстау, в 8 км. к северо-западу от посёлка Жетыбай.
Известно с середины XIX века. Промышленная разработка открытым способом ведётся с 1955 года. Добываемый известняк используется в качестве стенового и облицовочного камня.
Мощность продуктивного пласта 6—9 м. Запасы известняка — около 29 млн м3. Жетыбайский известняк плотный, в основном розового и розовато-серого цвета с характерной фактурой — пустотами от полностью растворённых раковин на фоне сплошного монолита. Порода легко обрабатывается, принимая полировку невысокого качества, при которой проявляется более интенсивный розовый цвет.
Стеновые блоки из жетыбайского известняка используются при строительстве жилых и общественных зданий, промышленных и сельскохозяйственных объектов. Как облицовочный материал применяется для наружной и внутренней отделки зданий и сооружений.